# Canterbury and York Society
La Canterbury and York Society è una casa editrice britannica fondata nel 1904 che si occupa di pubblicare edizioni critiche di documenti e registri medievali ecclesiastici. La gran parte delle sue pubblicazioni riguarda i registri tenuti da vescovi e arcivescovi. Il nome stesso della società deriva da quello delle due provincie della Chiesa d'Inghilterra: Canterbury e York. I suoi presidenti sono rispettivamente gli arcivescovi delle due città. Viene pubblicato un volume all'anno e nel 2010 è stato raggiunto il traguardo delle cento pubblicazioni.

Una volta all'anno viene organizzata una riunione tra i membri della società in cui si discute di un aspetto della Chiesa Inglese.

## Pubblicazioni recenti
Le pubblicazioni più recenti sono
- Hughes, J.B., ed. (2001). The Register of Walter Langton, Bishop of Coventry and Lichfield, 1296-1321, vol. 1. Canterbury & York Society 91.
- Kemp, B.R., ed. (2001). Twelfth-century English Archdiaconal and Vice-Archdiaconal Acta. Canterbury & York Society 92.
- Timmins, T.C.B., ed. (2002). The Register of William Melton, Archbishop of York, 1317-1340, volume V. Canterbury & York Society 93.
- Robinson, O.F., ed. (2003). The Register of Walter Bronescombe, Bishop of Exeter, 1258-1280, vol. 3. Canterbury & York Society 94.
- Logan, D.D., ed. (2005). The Medieval Court of Arches. Canterbury & York Society 95.
- Storey, R.L., ed. (2006). The Register of Thomas Appleby, Bishop of Carlisle, 1363-1395. Canterbury & York Society 96.
- Hughes,, J.B., ed. (2007). The Register of Walter Langton, Bishop of Coventry and Lichfield, 1296-1321, vol. 2. Canterbury & York Society 97.
- Condliffe Bates, J., ed. (2008). The Register of William Bothe, Bishop of Coventry and Lichfield, 1447-1452. Canterbury & York Society 98.
- Bennett, N.H., ed. (2009). The Register of Richard Fleming, Bishop of Lincoln: 1420-1341 volume II. Canterbury & York Society 99.
- Dodd, G.; McHardy, E., eds. (2010). Petitions to the Crown from English Religious Houses, c.1272-1485. Canterbury & York Society 100.
- Robinson, D., ed. (2011). The Register of William Melton, Archbishop of York, 1317-1340, volume VI. Canterbury & York Society 101.
- Woolgar, C.M., ed. (2011). Testamentary Records of the English and Welsh Episcopate 1200-1413: Wills, Executors' Accounts and Inventories, and the Probate Process. Canterbury & York Society 102.